# حورية سيناصر
حورية بنيس سيناصر فيلسوفة مغربية ولدت سنة 1940م في الدار البيضاء بالمغرب. وهي خبيرة بنظريات وتاريخ الرياضيات.من أكثر كتبها شهرة، كتاب "الهيئة والنماذج" الذي تم نشره عام 2003م. عملت سيناصر بـ جامعة السوربون بباريس وعملت بالمركز القومي للبحث العلمي بباريس (CNRS)، أيضا وفي البحث العلمي للطلاب الجامعيين بالرباط. عضو بالهيئة المحلية الفرنسية لتاريخ وفلسفة العلوم.

## الحياة المُبكّرة والتعليم
وُلدت حورية بنيس سيناصر عام 1940 في الدار البيضاء بالمغرب. ربطتها في طفولتها علاقة وطيدة مع مدينة فاس العريقة حيث كانت تقضي جل عطلها. بعد إتمام دراستها الابتدائية والثانوية في مسقط رأسها، مكّنها حصولها على جائزة في Concours général عام 1958 في مادة الإنشاء الفرنسي من الالتحاق بالأقسام التحضيرية الأدبية في ثانوية فينيلون بباريس. قُبلت بعدها في المدرسة العليا للأساتذة للفتيات (دفعة 1962 - آداب) وحصلت على شهادة التأهيل في الفلسفة عام 1966، قبل أن تنال دبلوم الدراسات المعمقة في الرياضيات عام 1977، ثم درجة دكتوراه الدولة في الآداب عام 1987.

## المسيرة المهنيّة
بدأت مسيرتها المهنية في المركز الجامعي التجريبي بفانسين، حيث كلفها ميشيل فوكو بتدريس المنطق، ثم عملت أستاذة محاضِرة في جامعة باريس السوربون كمساعدة لـ سوزان باشلار (1971-1979)، قبل أن تنضم إلى المركز الوطني للبحث العلمي (CNRS) كباحثة ثم مديرة أبحاث.
قضت معظم مسيرتها في معهد تاريخ وفلسفة العلوم والتقنيات (IHPST)، وهو وحدة بحثية مشتركة بين جامعة بانثيون - السوربون والمركز الوطني للبحث العلمي، حيث لا تزال مديرة أبحاث فخرية ضمن فريق "المنطق، اللغة، وفلسفة الرياضيات".
عملت في جامعة محمد الخامس بالرباط والمعهد الوطني للإحصاء والاقتصاد التطبيقي (INSEA) الرباط.، وكانت أستاذة زائرة لمدة عام في معهد ديبنر لتاريخ العلوم والتكنولوجيا بجامعة MIT (1997-1998).
عملت أيضا كعضو في اللجنة الوطنية الفرنسية لتاريخ وفلسفة العلوم (اللجنة الوطنية الفرنسية للتاريخ وآخرون للفلسفة والعلوم (CNFHPS).
شغلت منصب رئيسة القسم 35 في اللجنة الوطنية للمركز الوطني للبحث العلمي (1991-1995) وتولت مسؤوليات أخرى، منها عضويتها في لجنة الأخلاقيات للعلوم (COMETS) (1994-1997)، كما ساهمت في مجلة تاريخ المركز الوطني للبحث العلمي، والمجلس العلمي لقسم علوم الإنسان والمجتمع (SHS) (2001-2003).
بين عامي 1994 و1998، كانت عضوًا في مجلس إدارة الجمعية الفرنسية لتاريخ العلوم والتقنيات (SFHST)، وعضوًا في اللجنة البرمجية للقاء الصيفي الأوروبي لجمعية المنطق الرمزي (كليرمون فيران، 1994)، كما كانت عضوًا في المجلس الاستشاري العلمي لمركز الأبحاث متعددة التخصصات (ZiF) بجامعة بيليفيلد (1995-1998).
شاركت في إدارة ندوة "الرياضيات والفلسفة" في المدرسة العليا للأساتذة إلى جانب موريس لواي وبيير كارتييه (1994-2000). كما تشرف على سلسلة Mathesis، التي أسستها مع ميشيل بلاي عام 1990 في دار النشر الفلسفية J. Vrin. وهي عضو في جمعية أصدقاء جان كافاييس وجمعية أصدقاء دومينيك وجان-توسان ديزانتي.
اشتغلت في بحوثها على المدرسة الألمانية للرياضيات الهيكلية وخصوصا حول دستور ومشاكل نظرية النموذج والدلالات الرسمية. وركزت بشكل خاص على عمل ألفريد تارسكي، والذي يهتم بالخصوبة العملية للمناهج التي تنطوي على القياس والتفسير. في الوقت نفسه، قامت حورية سيتاصر ببحوث حول رواد نظرية المعرفة الفرنسية الذين طبقوا تفكيرهم بشكل أساسي على الرياضيات والمنطق: جان كافاييه، وجان توسان ديسانتي، وجيل جاستون جرانجر على وجه الخصوص، نظرية أرتين وشراير والتحليل غير القياسي لأبراهام روبنسون  و تاريخ نظرية الجبر للعالم ف. شتورم 

## الجوائز والتكريم
- جائزة المغرب للكتاب[21] سنة 1991 في فئة العلوم الدقيقة والتجريبية إلى جانب أسعد شعرة وليلى زنيبر.
- وشّحها الملك محمد السادس بوسام العلوي في عام 2014،
- الميدالية البرونزية من المركز الوطني للبحث العلمي (CNRS) عام 1991، وفي العام نفسه، نالت جائزة المغرب للكتاب ف
- حصلت على رتبة فارس في وسام النخيل الأكاديمي عام 1994. وكانت عضوًا في مجلس إدارة الكلية الدولية للفلسفة (CIPH). وهي حاليًا عضو في اللجنة الوطنية الفرنسية لتاريخ وفلسفة العلوم (CNFHPS) التابعة لأكاديمية العلوم، وعضو دائم في المعهد الدولي للفلسفة (IIP)، حيث شغلت منصب نائب الرئيس بين عامي 2003 و2006. كما أنها عضو مراسل في الأكاديمية الدولية لتاريخ العلوم (AIHS) منذ عام 2005، وعضو شرفي في الأكاديمية الدولية لفلسفة العلوم (AIPS) منذ عام 2021. بالإضافة إلى ذلك، فهي عضو منتسب في الأكاديمية التونسية للعلوم والآداب والفنون وعضو في مجلسها العلمي منذ عام 2012 إلى جانب عبد السلام الشدادي.
- خلال ندوة المسارات الفلسفية: الفيلسوفات وأعمالهن التي نُظمت بمناسبة اليوم العالمي للفلسفة، صرّحت الأمينة العامة للجنة المغربية لليونسكو، مينا المغربي بأن "الفيلسوفة المغربية حورية بنيس-سيناكور أغنت بشكل كبير البحث والتفكير النسوي المغربي".

## مؤلفاتها
نشرت حورية بنيس سيناصر طوال مسيرتها المهنيّة عددًا من الكتب والروايات والأعمال الأدبية قليل منها ترجم للعربية
- Corps et Modèles الذي صدر عام 1991،[22][23] وتُرجم إلى اللغة الإنجليزية في عنوان: Field and Models: From Sturm to Tarski and Robinson (Birkhauser، 2003).[24][25][26]
- وظائف المنطق وعمومته: تأملات في منطق ديديكيندس فضلًا عن كتاب فريج الذي صدر عن دار سبرينجر عام 2015.[27][28][29]
- Hourya Sinaceur, Jean Cavaillès. Philosophie mathématique, Paris, PUF, 1994, (ISBN 2-13-046550-1).
- Hourya Sinaceur, Cavaillès, Paris, Les Belles Lettres, 2013.
- Hourya Sinaceur, «  [archive] », sur Lycée Henri-IV, conférence du 2 février 2004.
- Hourya Sinaceur, «  », Revue d'histoire des sciences, vol. 54, nos 54-3, 2001, p. 405-409 (lire en ligne [archive])
  - Hourya Sinaceur : "Alfred Tarsk i: Semantic shift, heuristic shift in metamathematics", Synthese 126: 49-65 (2001) Sinaceur, Hourya Benis (2018). "Philosophie scientifique : origines et interprétations. Hans Reichenbach et le groupe de Berlin". Philosophia Scientiæ (بالفرنسية). 223 (3): 33–76.